# ホノルル・アドバタイザー
『ホノルル・アドバタイザー』（The Honolulu Advertiser）は、ハワイ州ホノルルで発行されている新聞。発行部数は日刊紙が132,894、日曜版が142,401で、州内1位、全米74位である。
1856年発刊。発刊当初は『パシフィック・コマーシャル・アドバタイザー』 (The Pacific Commercial Advertiser) という名の週刊紙であったが、1882年に日刊となった。1993年、メディア大手ガネットに買収された。
2007年5月15日には日本語版の週刊紙を発刊したが、その年の12月をもって日本語版は休刊となった。
2010年7月、カナダ・ブリティッシュコロンビア州のブラックプレス・グループ（Black Press Group）の子会社に買収され、『ホノルル・スター・アドバタイザー』として再出発した。